# Adam Durein
Adam Durein  (* 22. September 1893 in Mechtersheim, heute Ortsteil von Römerberg (Pfalz); † 14. Januar 1948 in Mainz) war in der Zeit des Nationalsozialismus ein Funktionär der NSDAP und der SA. Bekannt wurde er 1933 als Kommandant des „frühen Konzentrationslagers“ in Neustadt an der Haardt (heute Neustadt an der Weinstraße, Rheinland-Pfalz).

## Leben
Adam Durein war Sohn des Kleinbauern Ludwig Durein und katholisch getauft. Nach der Volksschule Mechtersheim besuchte er bis 1913 die Lehrerbildungsanstalt in Speyer. Am 2. April 1921 heiratete er Maria Anslinger aus Deidesheim, mit der er einen Sohn hatte.
Von 1914 bis 1918 nahm Durein als Freiwilliger am Ersten Weltkrieg teil. 1915 wurde er Leutnant der Reserve, 1916 Kompagnieführer. Viermal wurde er verwundet, ausgezeichnet wurde er mit dem EK I und dem EK II.
Als Lehrer arbeitete Durein nach Kriegsende bis Februar 1919 in Homburg, von März 1919 bis Dezember 1922 in Ludwigshafen. 1923 wurde er Geschäftsführer in der Weinhandlung seines Schwiegervaters in Deidesheim, wo er auch bis kurz vor seinem Tod wohnte. 1933 trat er aus der Kirche aus.

## Politik
Im März 1931 wurde Durein Mitglied des Bezirkstags in Neustadt und 1937 Mitglied des Kreistags der Pfalz. Nachdem er Mitglied des Aufsichtsrats der Westmarkwerke AG in Ludwigshafen, des Vorläufers der heutigen Pfalzwerke, geworden war, wurde er im April 1938 zum Reichstag vorgeschlagen; seine Kandidatur war jedoch nicht erfolgreich.

## NSDAP und SA

### NSDAP
Zum 1. Januar 1931 trat Durein der NSDAP bei (Mitgliedsnummer 400.120). Am Tag seines Parteieintritts gründete er die Ortsgruppe Deidesheim, deren Leiter er bis zum 1. März 1934 blieb. Vom 1. Mai 1931 bis zum Jahresende 1932 war er zusätzlich Bezirksleiter von Neustadt-Bad Dürkheim bzw. Kreisleiter von Neustadt.

### SA
Am 22. September 1932 wurde Durein SA-Standartenführer, ab 1. März 1935 versah er den Posten hauptamtlich. Am 1. Mai 1937 wurde er zum SA-Oberführer, am 30. Januar 1939 zum SA-Brigadeführer befördert. Entsprechende Dienstränge waren bei der Reichswehr Oberst für Standartenführer und bei der späteren Wehrmacht Generalmajor für Brigadeführer; für Oberführer gab es kein Äquivalent.
1934/35 lief gegen Durein ein SA-internes Verfahren. Es wurde ihm vorgeworfen, er habe im Zusammenhang mit dem sogenannten Röhm-Putsch (30. Juni 1934) „kritikartige Auslassungen“ von sich gegeben. Die SA-Gruppe Kurpfalz schloss den Fall, indem sie Durein am 27. März 1935 einen „strengen Verweis“ erteilte.
Eine vertretungsweise Kommandierung Dureins als Führer der SA-Gruppe Oder in Frankfurt (1940–1942) endete vorzeitig, weil ihn ein schwerer  Autounfall, den er im November 1941 erlitten hatte, gesundheitlich beeinträchtigte. Ab 1. November 1942 betraute ihn der SA-Gruppenführer Kurpfalz mit Sonderaufgaben.

## KZ-Kommandant

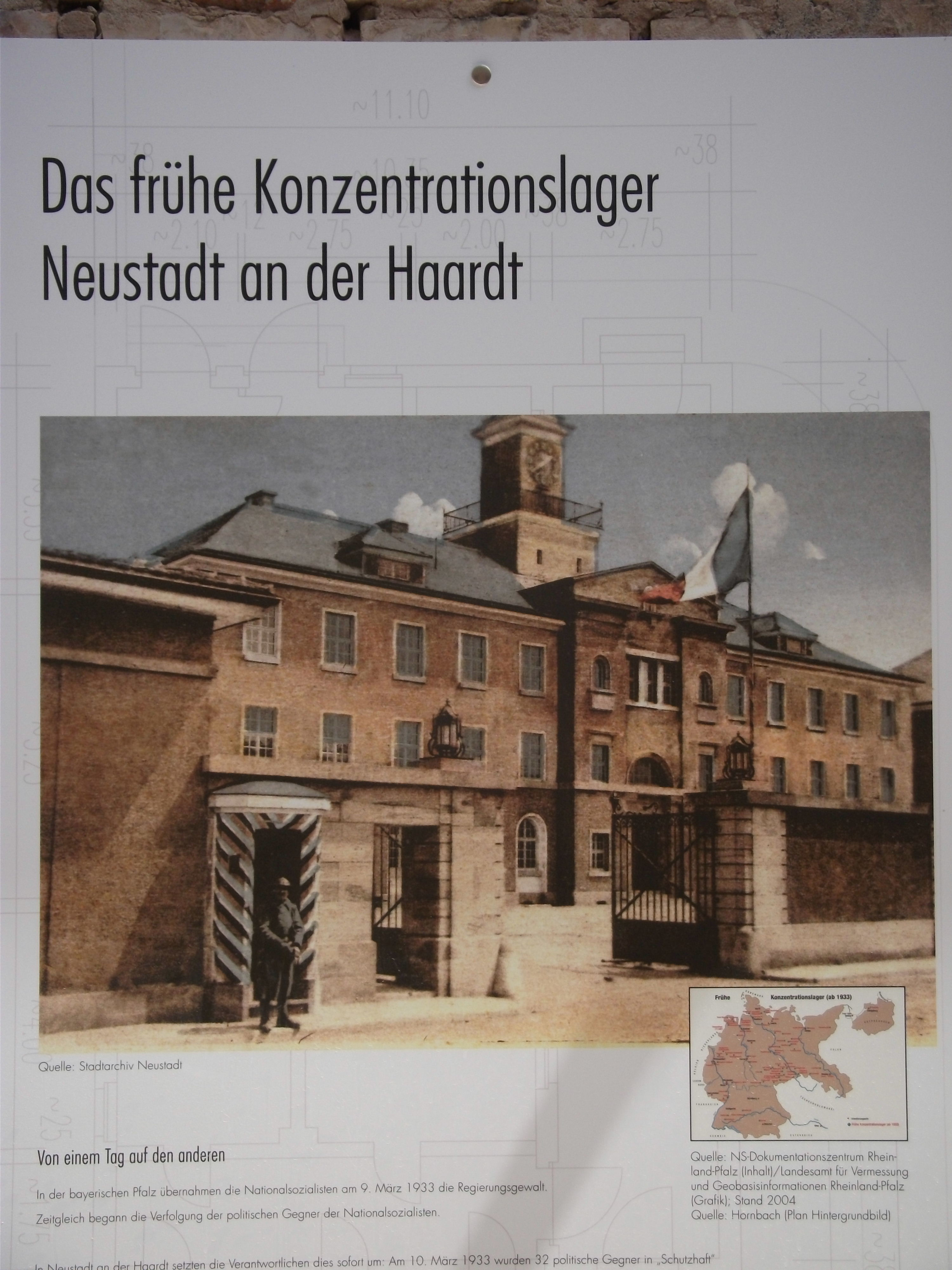
Turenne-Kaserne in den 1920er Jahren

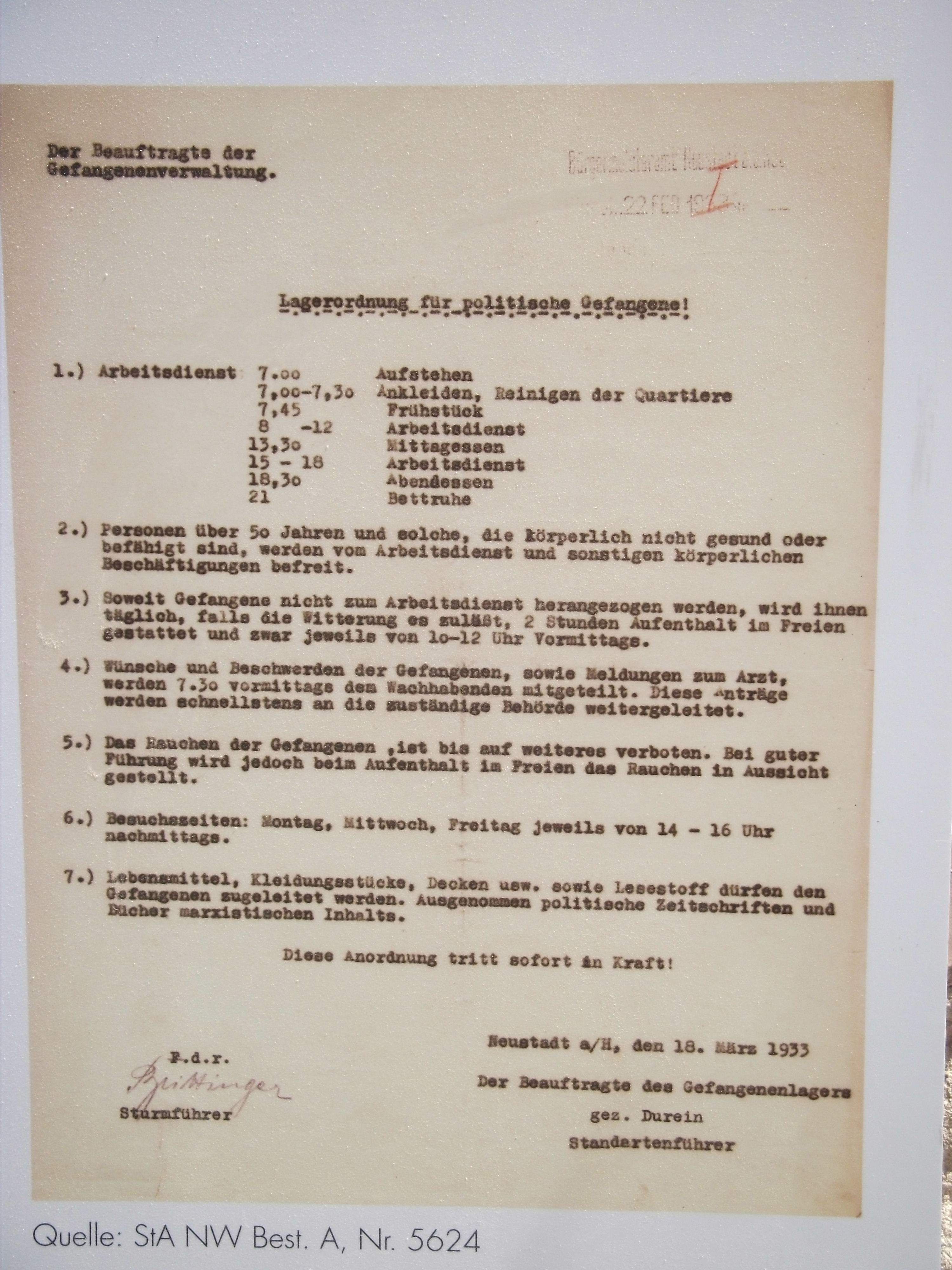
Lagerordnung von 1933 mit Signatur „gez. Durein“

Am 10. März 1933, gut einen Monat nach der sogenannten Machtergreifung, richteten die Nationalsozialisten in Neustadt in einem Teil der Turenne-Kaserne eines der sogenannten „frühen Konzentrationslager“ ein, die sie beschönigend als „Schutzhaftlager“ bezeichneten. Kommandant wurde Durein, der diese Funktion bis zur Auflösung des Lagers im Juni 1933 innehatte.
Die am 18. März 1933 ausgehängte Lagerordnung für politische Gefangene trägt sein Namenszeichen und ist die älteste, die aus NS-Lagern bekannt ist; sie wurde anschließend in anderen Lagern als Muster verwendet.
Zu Tode kam keiner der Gefangenen, allerdings waren Folterungen an der Tagesordnung. So hatte der 24-jährige Häftling Hermann Zahm (* 17. Januar 1909 in Neustadt; † 11. Dezember 1983 in Erlangen), Schriftsetzer aus Neustadt, Mitglied der SPD und des Reichsbanners, beim Verhör erhebliche Misshandlungen zu erdulden, die „besonders häufig und brutal“ waren. Er wurde im Lager erneut der Beteiligung an einem politischen Anschlag vom 10. Juli 1932 in Neustadt beschuldigt, obwohl es im abgeschlossenen Ermittlungsverfahren keinerlei Beweise gegen ihn gegeben hatte. Nach mehreren Tagen der Folter, mit der ein Geständnis erpresst werden sollte, unternahm er am 16. März 1933 einen Suizidversuch, indem er aus einem Fenster im 3. Stock auf das Hofpflaster hinabsprang. Die gelenkte Presse verschwieg die Folter, schrieb stattdessen von „Schutzhaft“ und „Verhör“ und nannte als mutmaßlichen Grund für Zahms Verzweiflungstat, „daß er irgendwie um die damalige Schießerei Bescheid wußte.“ Wegen schwerer Verletzungen am Kopf sowie Brüchen an drei Rückenwirbeln und an den Beinen verbrachte Zahm ein Jahr und vier Monate im Krankenhaus und blieb zu 70 % körperbehindert. Trotzdem wurde er wegen der angeblichen Vorbereitung eines „hochverräterischen Unternehmens“ am 10. Juli 1935 für drei Jahre im Zuchthaus Straubing eingesperrt.

## Strafverfahren und Tod
Nach Ende des Zweiten Weltkriegs wurde gegen Durein ein Strafverfahren wegen Verbrechens gegen die Menschlichkeit und gefährlicher Körperverletzung eingeleitet. Weil der Beschuldigte jedoch 1948 an den Spätfolgen des Autounfalls von 1941 (s. o.) verstorben war, stellte das Landgericht Frankenthal das Verfahren am 6. März 1950 ein.